# Seingbouse
Seingbouse (prononcer [sɛ̃buz]) est une commune française de l'aire urbaine de Sarrebruck-Forbach située dans le département de la Moselle et le bassin de vie de la Moselle-Est, en région Grand Est.

## Géographie

### Description
Située à 9 km au nord-est de Saint-Avold, la commune culmine à 300 mètres d'altitude.

### Communes limitrophes
| Hombourg-Haut | Betting    | Béning-lès-Saint-Avold |
| Guenviller    | Seingbouse | Farébersviller         |
| Barst         | Cappel     | Henriville             |

### Hydrographie

#### Réseau hydrographique
La commune est située dans le bassin versant du Rhin au sein du bassin Rhin-Meuse. Elle est drainée par la Nied Allemande, le ruisseau de Cocheren et le ruisseau le Dotelbach.
La Nied allemande, d'une longueur totale de 57,9 km, prend sa source dans la commune de Guenviller et se jette  dans la Nied à Condé-Northen, après avoir traversé 23 communes.

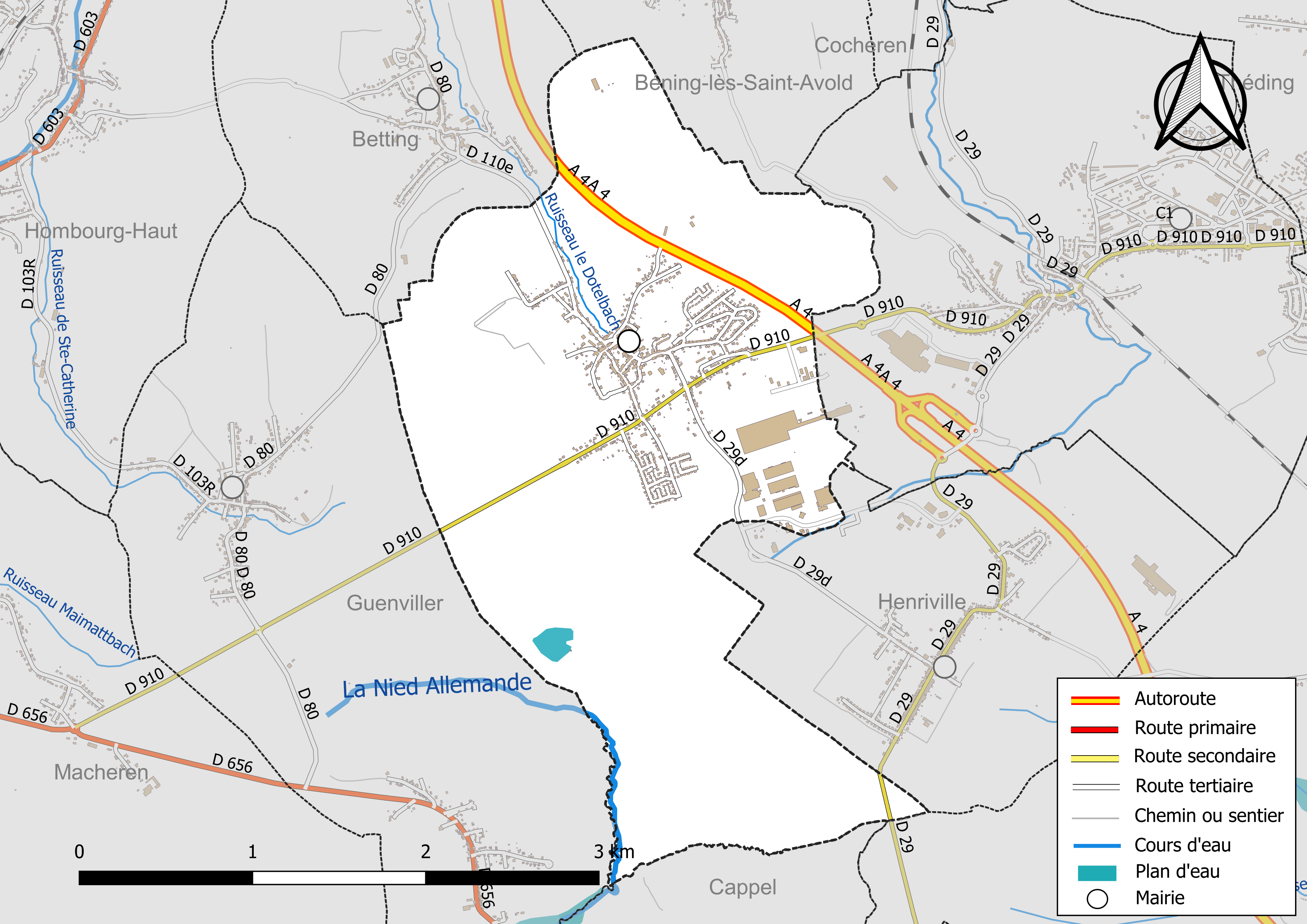
Réseaux hydrographique et routier de Seingbouse.

#### Gestion et qualité des eaux
Le territoire communal est couvert par le schéma d'aménagement et de gestion des eaux (SAGE) « Bassin Houiller ». Ce document de planification, dont le territoire est approximativement délimité par un triangle formé par les villes de Creutzwald, Faulquemont et Forbach, d'une superficie de 576 km2, a été approuvé le 27 octobre 2017. La structure porteuse de l'élaboration et de la mise en œuvre est la région Grand Est. Il définit sur son territoire les objectifs généraux d’utilisation, de mise en valeur et de protection quantitative et qualitative des ressources en eau superficielle et souterraine, en respect des objectifs de qualité définis dans le SDAGE  du Bassin Rhin-Meuse.
La qualité des eaux des principaux cours d’eau de la commune, notamment de la Nied Allemande, peut être consultée sur un site dédié géré par les agences de l’eau et l’Agence française pour la biodiversité.

### Climat
Pour des articles plus généraux, voir Climat du Grand Est et Climat de la Moselle.
En 2010, le climat de la commune est de type climat des marges montargnardes, selon une étude du Centre national de la recherche scientifique s'appuyant sur une série de données couvrant la période 1971-2000. En 2020, Météo-France publie une typologie des climats de la France métropolitaine dans laquelle la commune est exposée à un climat semi-continental et est dans la région climatique Lorraine, plateau de Langres, Morvan, caractérisée par un hiver rude (1,5 °C), des vents modérés et des brouillards fréquents en automne et hiver.
Pour la période 1971-2000, la température annuelle moyenne est de 9,5 °C, avec une amplitude thermique annuelle de 17,1 °C. Le cumul annuel moyen de précipitations est de 840 mm, avec 11,9 jours de précipitations en janvier et 9,8 jours en juillet. Pour la période 1991-2020, la température moyenne annuelle observée sur la station météorologique installée sur la commune est de 10,5 °C et le cumul annuel moyen de précipitations est de 731,4 mm. 
La température maximale relevée sur cette station est de 37,9 °C, atteinte le 25 juillet 2019 ; la température minimale est de −17 °C, atteinte le 20 décembre 2009,,.
| Mois                                  | jan.           | fév.           | mars           | avril         | mai           | juin          | jui.          | août          | sep.          | oct.          | nov.          | déc.          | année     |
| ------------------------------------- | -------------- | -------------- | -------------- | ------------- | ------------- | ------------- | ------------- | ------------- | ------------- | ------------- | ------------- | ------------- | --------- |
| Température minimale moyenne (°C)     | −0,4           | −0,2           | 2,2            | 5,9           | 9,1           | 12,6          | 14,6          | 14,2          | 10,8          | 7,4           | 3,6           | 0,5           | 6,7       |
| Température moyenne (°C)              | 1,8            | 2,6            | 6,1            | 10,7          | 13,8          | 17,6          | 19,7          | 19,1          | 15,4          | 10,9          | 6             | 2,7           | 10,5      |
| Température maximale moyenne (°C)     | 4              | 5,4            | 10             | 15,5          | 18,6          | 22,5          | 24,7          | 24            | 20            | 14,4          | 8,5           | 4,8           | 14,4      |
| Record de froid (°C) date du record   | −12,3 07.01.09 | −15,3 07.02.12 | −12,4 01.03.05 | −3,4 04.04.22 | −0,3 05.05.19 | 3,9 08.06.05  | 7,4 31.07.15  | 5,8 26.08.18  | 3,1 30.09.22  | −5,2 29.10.12 | −5,8 30.11.16 | −17 20.12.09  | −17 2009  |
| Record de chaleur (°C) date du record | 13,9 01.01.22  | 21,4 27.02.19  | 23,9 31.03.21  | 26,8 21.04.18 | 30,7 28.05.17 | 35,2 26.06.19 | 37,9 25.07.19 | 37,8 09.08.03 | 32,6 15.09.20 | 27 02.10.23   | 21 02.11.20   | 14,9 31.12.22 | 37,9 2019 |
| Précipitations (mm)                   | 63             | 57,7           | 55,3           | 39,8          | 68,9          | 60,3          | 54,7          | 68,4          | 54,8          | 61,4          | 66            | 81,1          | 731,4     |

| Diagramme climatique                                  |             |           |             |             |              |              |            |            |             |          |            |
| J                                                     | F           | M         | A           | M           | J            | J            | A          | S          | O           | N        | D          |
| 4−0,463                                               | 5,4−0,257,7 | 102,255,3 | 15,55,939,8 | 18,69,168,9 | 22,512,660,3 | 24,714,654,7 | 2414,268,4 | 2010,854,8 | 14,47,461,4 | 8,53,666 | 4,80,581,1 |
| Moyennes : • Temp. maxi et mini °C • Précipitation mm |             |           |             |             |              |              |            |            |             |          |            |

Les paramètres climatiques de la commune ont été estimés pour le milieu du siècle (2041-2070) selon différents scénarios d'émission de gaz à effet de serre à partir des nouvelles projections climatiques de référence DRIAS-2020. Ils sont consultables sur un site dédié publié par Météo-France en novembre 2022.

## Urbanisme

### Typologie
Au 1er janvier 2024, Seingbouse est catégorisée ceinture urbaine, selon la nouvelle grille communale de densité à sept niveaux définie par l'Insee en 2022.
Elle est située hors unité urbaine. Par ailleurs la commune fait partie de l'aire d'attraction de Farébersviller, dont elle est une commune du pôle principal,. Cette aire, qui regroupe 3 communes, est catégorisée dans les aires de moins de 50 000 habitants,.

### Occupation des sols
L'occupation des sols de la commune, telle qu'elle ressort de la base de données européenne d’occupation biophysique des sols Corine Land Cover (CLC), est marquée par l'importance des territoires agricoles (52,1 % en 2018), en diminution par rapport à 1990 (59,4 %). La répartition détaillée en 2018 est la suivante : 
forêts (27,7 %), terres arables (25,5 %), prairies (23,9 %), zones urbanisées (13,9 %), zones industrielles ou commerciales et réseaux de communication (6,2 %), zones agricoles hétérogènes (2,7 %). L'évolution de l’occupation des sols de la commune et de ses infrastructures peut être observée sur les différentes représentations cartographiques du territoire : la carte de Cassini (XVIIIe siècle), la carte d'état-major (1820-1866) et les cartes ou photos aériennes de l'IGN pour la période actuelle (1950 à aujourd'hui).

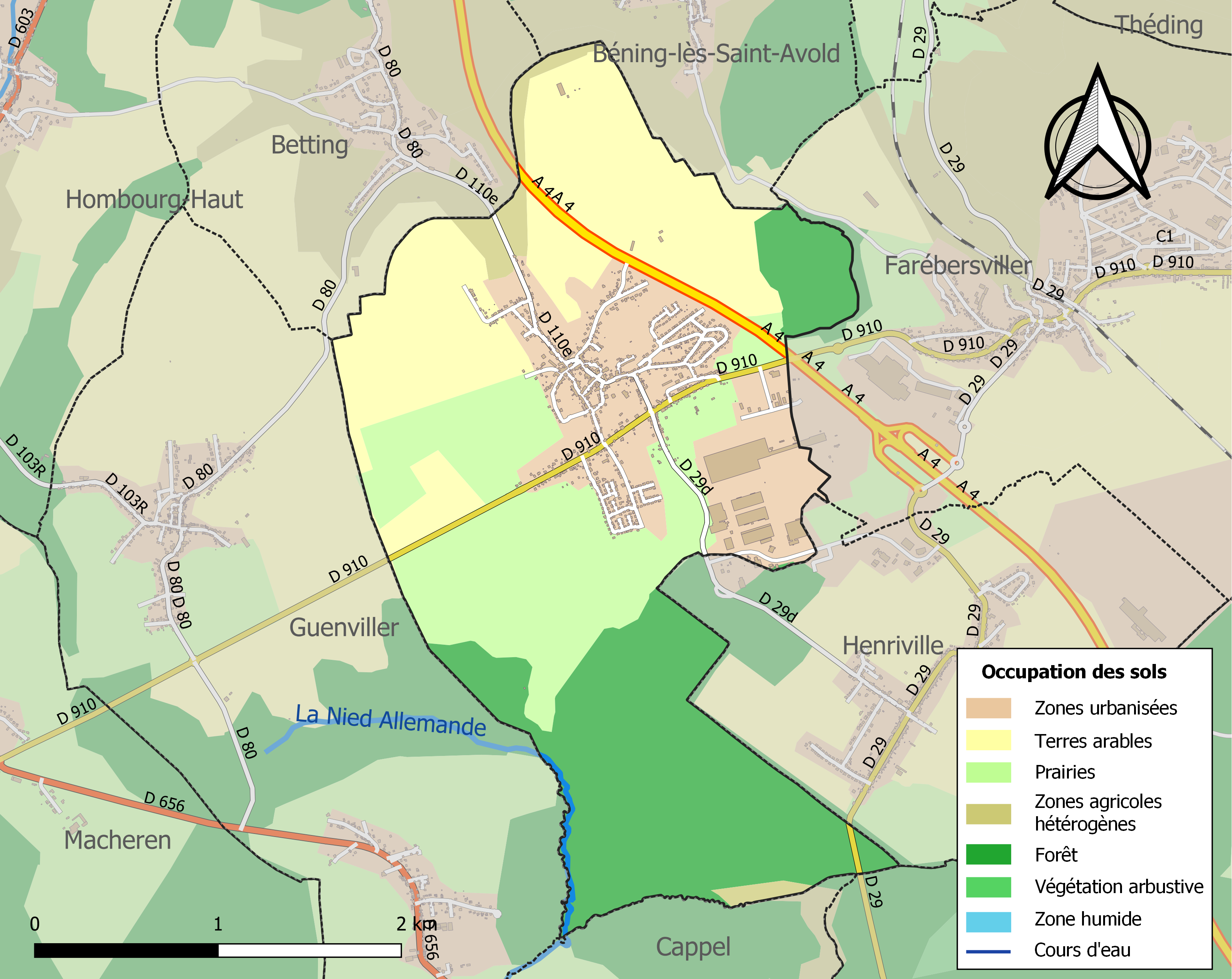
Carte des infrastructures et de l'occupation des sols de la commune en 2018 (CLC).

### Habitat et logement
En 2018, le nombre total de logements dans la commune était de 827, alors qu'il était de 796 en 2013 et de 759 en 2008.
Parmi ces logements, 94,5 % étaient des résidences principales, 1,4 % des résidences secondaires et 4,2 % des logements vacants. Ces logements étaient pour 84,5 % d'entre eux des maisons individuelles et pour 15,5 % des appartements.
Le tableau ci-dessous présente la typologie des logements à Seingbouse en 2018 en comparaison avec celle de la Moselle et de la France entière. Une caractéristique marquante du parc de logements est ainsi une proportion de résidences secondaires et logements occasionnels (1,4 %) inférieure à celle du département (2,1 %) et à celle de la France entière (9,7 %). Concernant le statut d'occupation de ces logements, 82,8 % des habitants de la commune sont propriétaires de leur logement (82,9 % en 2013), contre 59,8 % pour la Moselle et 57,5 % pour la France entière.
| Typologie                                               | Seingbouse | Moselle | France entière |
| ------------------------------------------------------- | ---------- | ------- | -------------- |
| Résidences principales (en %)                           | 94,5       | 88,7    | 82,1           |
| Résidences secondaires et logements occasionnels (en %) | 1,4        | 2,1     | 9,7            |
| Logements vacants (en %)                                | 4,2        | 9,2     | 8,2            |

## Toponymie
Anciennement mentionné : Senghauss (1594), Seingbuss (1595), Zanbouss (1606), Seinebouss (1684), Sinbous et Singbous (1688), Sengbousse (XVIIIe siècle), Seinbouze (1751), Seinbousse (1756), Seinbouse (1779), Seingbousse (carte Cassini), Seingbouse (1793), Seinghouse, Sengbusch (1871-1918 et 1940-1944).
En francique lorrain : Bus.
En allemand : Sengbusch

## Histoire

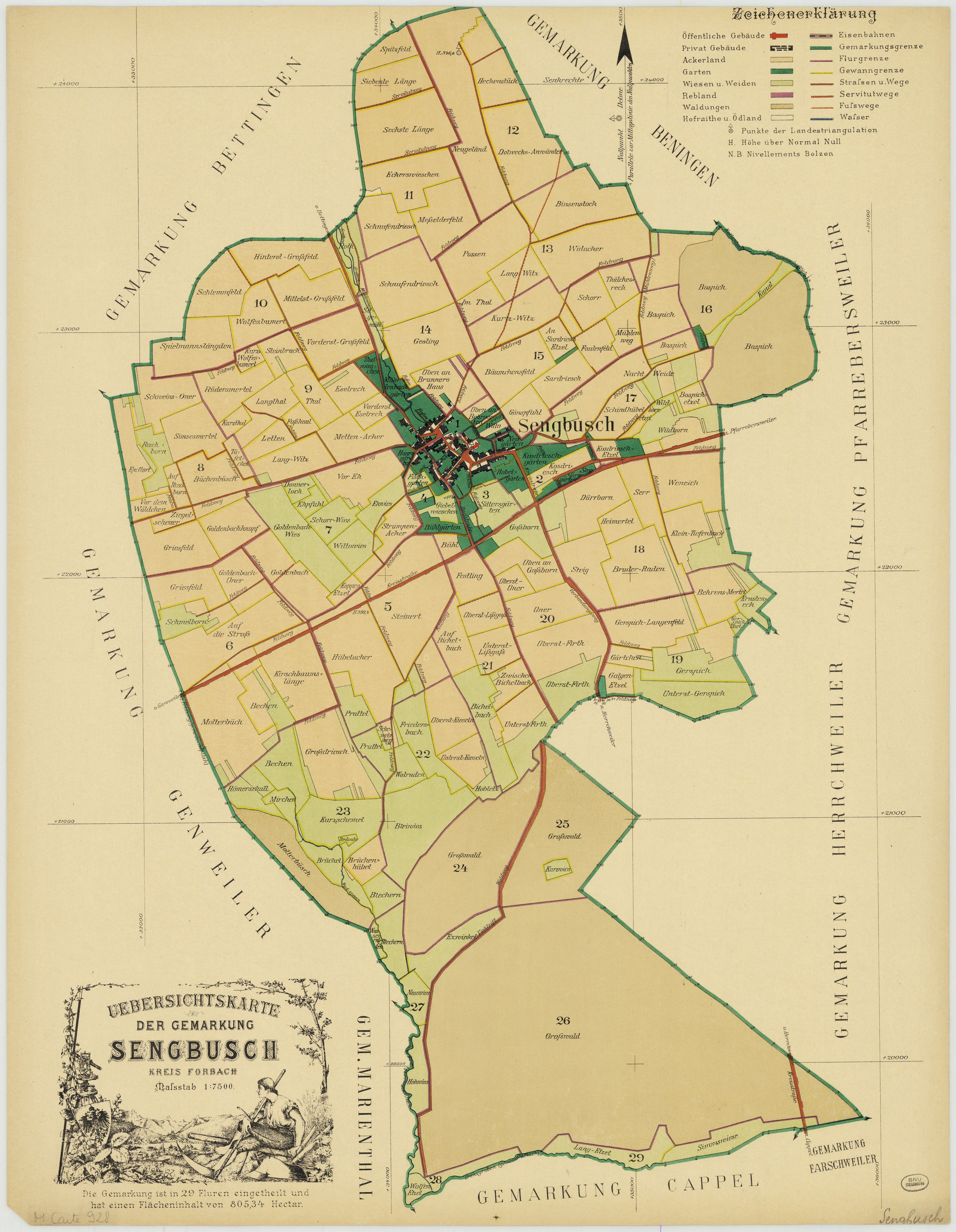
Plan cadastral de Seingbouse
(entre 1901 et 1918).

Seingbouse dépendait de l'ancienne province de Lorraine, dans le bailliage de Sarreguemines. Village de la châtellenie de Hombourg-Saint-Avold.
D'un point de vue administratif, Guenviller a été rattaché à Seingbouse par décret du 12 mars 1814 et est de nouveau érigé en commune par ordonnance du 16 août 1841.

## Politique et administration

### Rattachements administratifs et électoraux

#### Rattachements administratifs
La commune se trouvait dans l'arrondissement de Forbach du département de la Moselle. Cet arrondissement fusionne en 2015 avec celui de Boulay-Moselle et Seingbouse fait désormais partie de l'Arrondissement de Forbach-Boulay-Moselle.
Elle faisait partie depuis 1793 à 1967 du canton de Saint-Avold. Dans le cadre du redécoupage cantonal de 2014 en France, cette circonscription administrative territoriale a disparu, et le canton n'est plus qu'une circonscription électorale.

#### Rattachements électoraux
Pour les élections départementales, la commune fait partie depuis 2014 du canton de Freyming-Merlebach
Pour l'élection des députés, elle fait partie de la sixième circonscription de la Moselle.

### Intercommunalité
Seingbouse est membre de la communauté de communes de Freyming-Merlebach, un établissement public de coopération intercommunale (EPCI) à fiscalité propre créé en 1975 initialement sous le statut de District (intercommunalité) et auquel la commune a transféré un certain nombre de ses compétences, dans les conditions déterminées par le code général des collectivités territoriales.

### Liste des maires
| Période                                  | Période                        | Identité          | Étiquette | Qualité                                                                                            |
| ---------------------------------------- | ------------------------------ | ----------------- | --------- | -------------------------------------------------------------------------------------------------- |
| Les données manquantes sont à compléter. |                                |                   |           | |
| mars 1989                                | mars 2001                      | Maxime Ludmann    | RPR       | |
| mars 2001                                | mars 2008                      | Roland Kinnel     |           | |
| mars 2008                                | été 2022                       | Mme Léonce Celka, | MR        | Infirmière retraitée Conseillère départementale de Freyming-Merlebach (2021 → 2022) Démissionnaire |
| octobre 2022                             | En cours (au 16 décembre 2022) | Nicolas Reisch    |           | Aquaculteur et éleveur de crevettes                                                                |

## Population et société

### Démographie
L'évolution du nombre d'habitants est connue à travers les recensements de la population effectués dans la commune depuis 1793. Pour les communes de moins de 10 000 habitants, une enquête de recensement portant sur toute la population est réalisée tous les cinq ans, les populations de référence des années intermédiaires étant quant à elles estimées par interpolation ou extrapolation. Pour la commune, le premier recensement exhaustif entrant dans le cadre du nouveau dispositif a été réalisé en 2004.

En 2022, la commune comptait 1 695 habitants, en évolution de −8,67 % par rapport à 2016 (Moselle : +0,52 %, France hors Mayotte : +2,11 %).
| 1793 | 1800 | 1806 | 1821 | 1836 | 1841 | 1861 | 1866 | 1871 |
| ---- | ---- | ---- | ---- | ---- | ---- | ---- | ---- | ---- |
| 446  | 352  | 464  | 766  | 765  | 630  | 611  | 581  | 613  |

| 1875 | 1880 | 1885 | 1890 | 1895 | 1900 | 1905 | 1910 | 1921 |
| ---- | ---- | ---- | ---- | ---- | ---- | ---- | ---- | ---- |
| 606  | 600  | 629  | 614  | 636  | 667  | 653  | 700  | 688  |

| 1926 | 1931 | 1936 | 1946 | 1954 | 1962  | 1968  | 1975  | 1982  |
| ---- | ---- | ---- | ---- | ---- | ----- | ----- | ----- | ----- |
| 711  | 694  | 711  | 802  | 847  | 1 020 | 1 066 | 1 429 | 1 575 |

| 1990  | 1999  | 2004  | 2006  | 2009  | 2014  | 2019  | 2022  | - |
| ----- | ----- | ----- | ----- | ----- | ----- | ----- | ----- | - |
| 1 717 | 1 708 | 1 790 | 1 863 | 1 902 | 1 863 | 1 753 | 1 695 | - |

## Culture locale et patrimoine

### Lieux et monuments
- Vestiges d'une villa dans la forêt de Grosswald.
- Église paroissiale Saint-Jacques-le-Majeur, le chœur de l'église occuperait le chœur d'une église plus ancienne construite en 1717 à la place d'une chapelle dédiée à saint Jacques  et déjà mentionnée avant la guerre de Trente Ans. Cette église était desservie en 1720 par un vicaire résident. L'église actuelle date du début XVIIIe siècle, construite en 1730, agrandie en 1826 et 1870 ; tour clocher de style néo-baroque construite de 1870 à 1873 selon les plans de l'architecte Schatz de Sarreguemines. L'église de Seingbouse, autrefois rattachée à la paroisse de Béning-lès-Saint-Avold, a été érigée en paroisse en 1802 à la suite du concordat de 1801. Elle a été restaurée et décorée sous la conduite de l'abbé Victor Pétry (1846-1927) de 1887 à 1908. L'église est une étape du chemin de Saint-Jacques-de-Compostelle. Au pied des escaliers menant à l'église, à gauche, se trouve la sculpture d'une coquille Saint-Jacques (Pecten maximus).
- Chapelle de la Vierge ou Maria Hilfskappelle, construite en 1815 par François Killian et reconstruite en 1935.
- La grotte, réplique de Notre-Dame de Lourdes, a été construite à l'initiative de Joseph Zingraff en 1961-62, en face du nouveau cimetière[24],[25][réf. à confirmer].

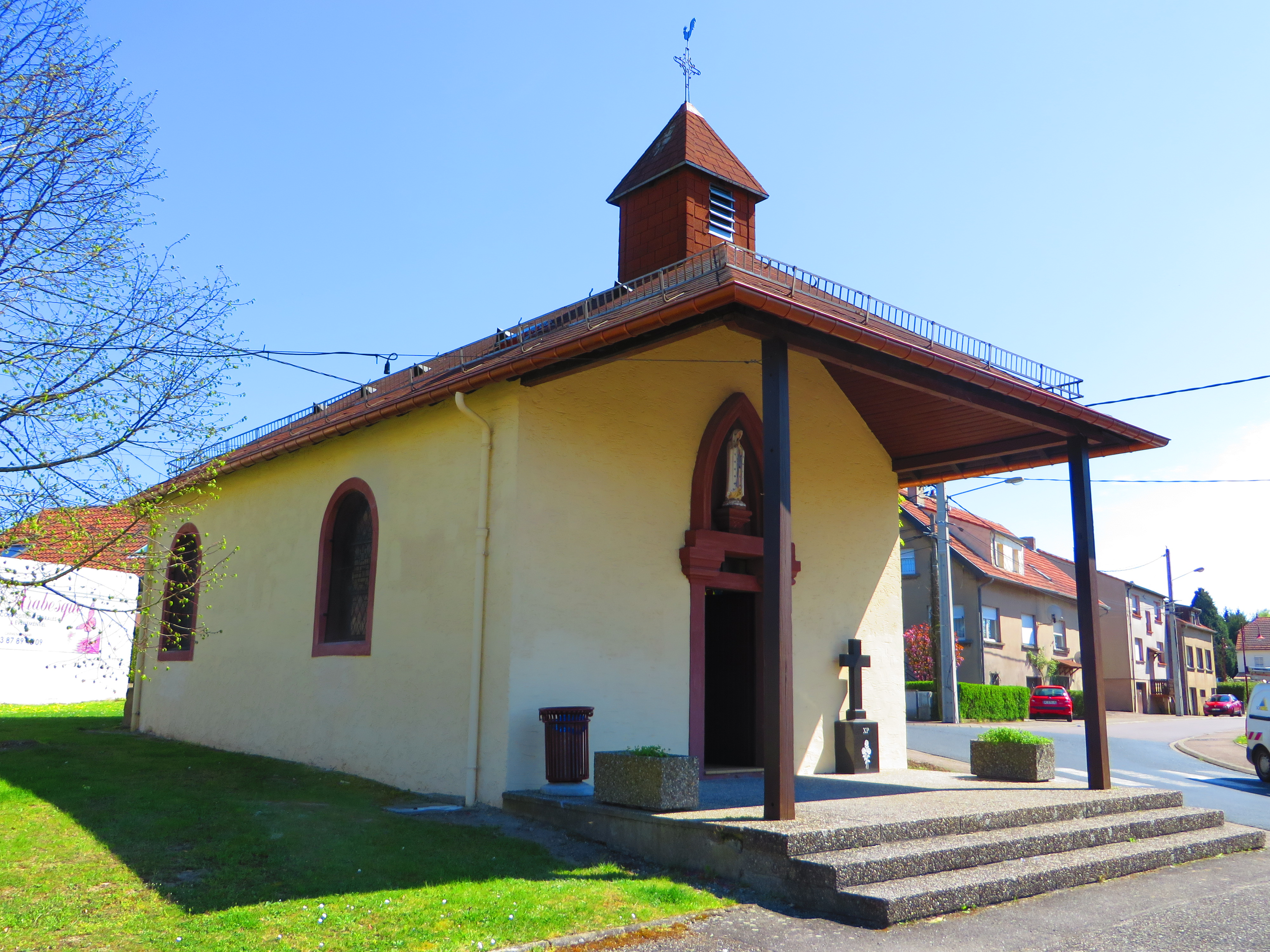
Chapelle de la Vierge.
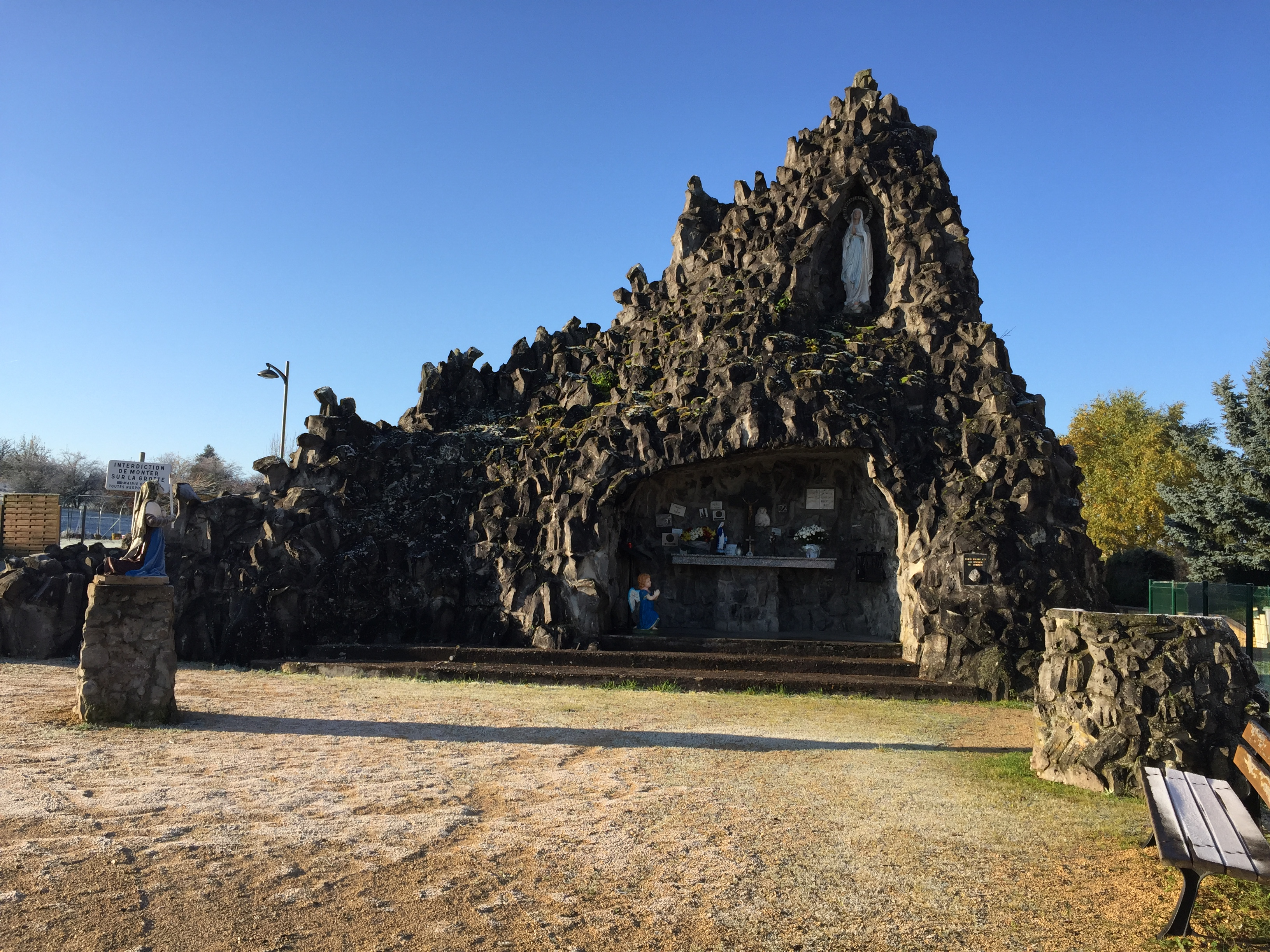
Grotte (réplique de Notre-Dame de Lourdes).

### Héraldique, logotype et devise
| Blason de Seingbouse | Blason  | Coupé cousu émanché de gueules et de sinople.    |
| Blason de Seingbouse | Détails | Le statut officiel du blason reste à déterminer. |

## Pour approfondir